# Generaal Alcazar
Generaal Alcazar is een personage in enkele albums van De avonturen van Kuifje. Hij is een archetypische Zuid-Amerikaanse generaal die in zijn land de macht grijpt, weer verdreven wordt en opnieuw probeert die macht te grijpen.
De naam komt van alcázar, een typisch Spaanse middeleeuwse burcht. In de Spaanse vertaling wordt dan ook Alcázar geschreven.
Generaal Alcazar komt voor in Het gebroken oor, De 7 kristallen bollen (hier is zijn artiestennaam Ramon Zarate), Cokes in voorraad en Kuifje en de Picaro's. Het lot van generaal Alcazar is verbonden met dat van zijn land, de fictieve Zuid-Amerikaanse bananenrepubliek San Theodoros en met dat van zijn rivaal, generaal Tapioca: beide officieren lossen elkaar door staatsgrepen voortdurend af als staatshoofd.

## Diverse verhaallijnen
In Het gebroken oor ontmoet Kuifje de generaal voor het eerst als deze bij een revolutie de macht grijpt in San Theodoros. Daar Kuifje op dat moment door de overheid van generaal Tapioca ter dood veroordeeld was, redt deze revolutie Kuifjes leven. Generaal Alcazar besluit Kuifje tot kolonel te bevorderen, omdat Kuifje gefusilleerd zou worden wegens het voorbereiden van een bomaanslag, en daarbij stomdronken Alcazar bleef bejubelen. Kuifje wordt Alcazars adjudant. Hoewel ze het eigenlijk over belangrijke staatszaken moeten hebben, zijn ze vervolgens vooral bezig met tegen elkaar schaken. Alcazar blijkt zelf niet vrij van corruptie: hij belooft General American Oil een oorlog met het buurland Nuevo Rico te beginnen om een oliegebied te veroveren, waarvoor Alcazar zelf een deel van de winst mag houden. Omdat Kuifje erop tegen is, laat de oliemaatschappij Kuifje van spionage beschuldigen. Kuifje moet het land ontvluchten omdat Alcazar hem nu wil veroordelen.
In De 7 kristallen bollen treft Kuifje de generaal aan in een variétéshow, waarin Alcazar onder de artiestennaam Ramon Zarate als messenwerper optreedt. Alcazar blijkt in een nieuwe revolutie door Tapioca verdreven, en probeert nu als artiest rond te komen. De twee hebben een heel hartelijk weerzien zonder dat er nog een woord valt over Kuifjes vermeende verraad; Alcazar was wellicht al eerder achter de waarheid gekomen. Enige tijd later gaat Alcazar terug naar zijn vaderland, omdat zijn assistent, de Inca Chiquito, hem in de steek heeft gelaten.
In het begin van Cokes in voorraad komen Kuifje en kapitein Haddock de generaal 's nachts toevallig tegen op straat nadat ze net naar een theatervoorstelling zijn geweest. Alcazar lijkt ditmaal niet happig op een uitgebreid wederzien en vertrekt zeer haastig, waarbij hij zijn portefeuille verliest. Jansen en Janssen onthullen later dat Alcazar in Europa oude vliegtuigen aan het opkopen is. Als Kuifje probeert om Alcazar vanwege de verloren portefeuille terug te vinden, ontdekt hij dat Alcazar de vliegtuigen koopt via J.M. Dawson. Ogenschijnlijk is dit ongerelateerd aan Kuifjes reis naar Khemed, maar doordat Dawson lucht krijgt van Kuifje slaagt hij erin om zijn meesters in te lichten als Kuifje op reis gaat. Op het einde van het verhaal blijkt uit een krantenknipsel dat Alcazar er ondertussen in geslaagd is om Tapioca te verdrijven.
In Kuifje en de Picaro's is Tapioca toch weer opnieuw aan de macht gekomen in San Theodoros. De verbannen Alcazar leidt nu in de wildernis een groep guerrillero's die bekendstaan als de Picaro's. Ook wordt hier zijn vrouw Peggy geïntroduceerd, een tirannieke dame die hem blijkt te domineren. Alcazars kansen om terug aan de macht te komen lijken gering, omdat de Picaro's alcoholisten zonder enige discipline zijn. Dankzij een list van Kuifje slaagt de staatsgreep alsnog, hoewel Alcazar moet beloven niemand te fusilleren. Dit beschouwt hij als een breuk met tradities, die hem ondanks de overwinning belachelijk zal maken.

## Achtergronden
Net als zijn rivaal Tapioca voldoet generaal Alcazar aan het stereotype van de Latijns-Amerikaanse dictator. In Het gebroken oor is hij een vroeg-twintigste-eeuws revolutieleider; in Kuifje en de Picaro's heeft hij meer weg van een moderne linkse guerrillaleider. Alcazar draagt in dit verhaal geen staatsie-uniform meer, maar een jungle-outfit; naast dit uniform rookt hij nu ook veel sigaren, wat een verwijzing lijkt naar Fidel Castro of Che Guevara. Alcazar wordt echter gesteund door de "International Banana Company", wat klinkt als een kapitalistische organisatie. Ook is hij hier duidelijk minder deftig en afstandelijk dan in de eerdere verhalen en opmerkelijk grover in de omgang; zo vloekt en scheldt hij regelmatig en bedreigt Kuifje zelfs met de dood wanneer die aan Alcazar voor de eerste keer zijn plan ontvouwt, dat Alcazar totaal niet bevalt. 
Merkwaardig is dat Alcazar in de Nederlandse versies van Kuifje en de Picaro's en Het gebroken oor foutloos Nederlands praat, terwijl hij in De 7 kristallen bollen en Cokes in voorraad gebroken Nederlands met een zwaar Spaans accent spreekt. 